# One World Trade Center
One World Trade Center, também conhecido como One WTC e erroneamente como Torre da Liberdade, é o edifício principal do novo complexo do World Trade Center em Lower Manhattan, em Nova York, Estados Unidos. A torre fica localizada no lado noroeste do local do World Trade Center e ocupa o local onde o antigo 6 World Trade Center já esteve localizado. O lado norte da torre fica entre a intersecção das ruas Vesey e West a noroeste e no cruzamento das ruas Vesey e Washington a nordeste, com o local da Torre Norte/1 WTC original ao sul. As obras de construção das fundações do edifício começaram em 27 de abril de 2006. Em 30 de março de 2009, a Autoridade Portuária confirmou que o edifício seria conhecido pelo seu nome legal (One World Trade Center), em vez do nome coloquial (Freedom Tower). Após a sua conclusão, em 2014, o One World Trade Center se tornou o edifício mais alto nos Estados Unidos, exclusivo para escritórios, estando a uma altura simbólica de 1 776 pés (541,3 m), e entre os edifícios mais altos do mundo.
Junto com a One World Trade Center, o novo World Trade Center contará com outros três edifícios de escritórios ao longo da rua Greenwich e do Memorial & Museu Nacional do 11 de Setembro. A construção é parte de um esforço para lembrar e reconstruir o complexo original do World Trade Center que foi destruído durante os ataques de 11 de setembro de 2001.

## História

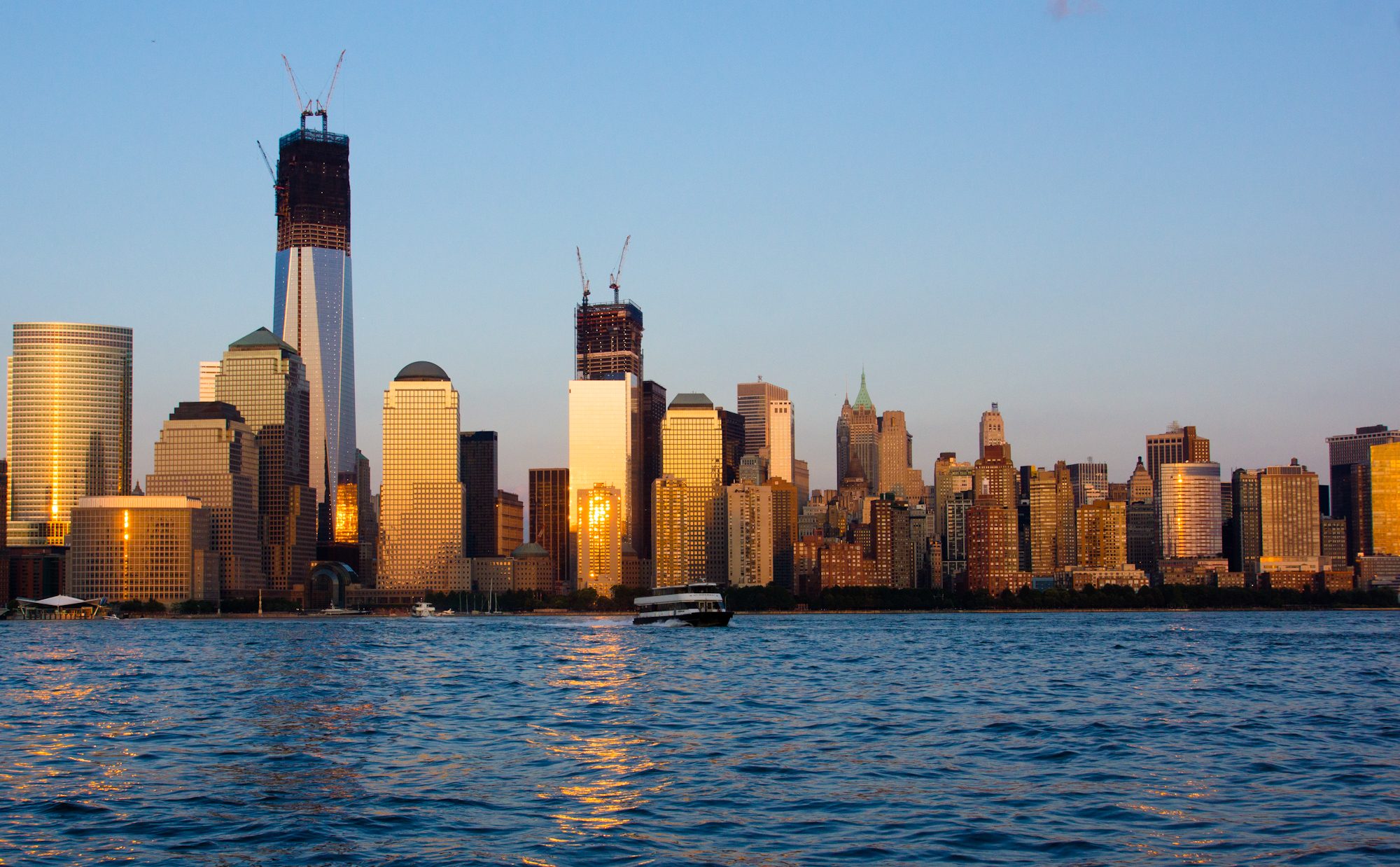
Vista da construção do WTC1 em Lower Manhattan em agosto de 2012.

### Propostas iniciais
Após a destruição do World Trade Center original nos ataques de 11 de setembro de 2001, houve muito debate sobre o futuro do local do World Trade Center. Propostas começaram quase imediatamente após os atentados e, até 2003, a Lower Manhattan Development Corporation organizou um concurso para determinar a forma com a área seria usada. A rejeição pública da primeira rodada de projetos, a "Conceitos de Design Preliminares", levou a uma segunda competição mais aberta em dezembro de 2002, o "Estudo de Design Inovador", na qual um desenho de Daniel Libeskind foi selecionado. Este projeto passou por várias revisões, em grande parte devido a discordâncias com a desenvolvedora Larry Silverstein, que detinha o contrato de arrendamento para o local do World Trade Center em 11 de setembro de 2001.

### Projeto final

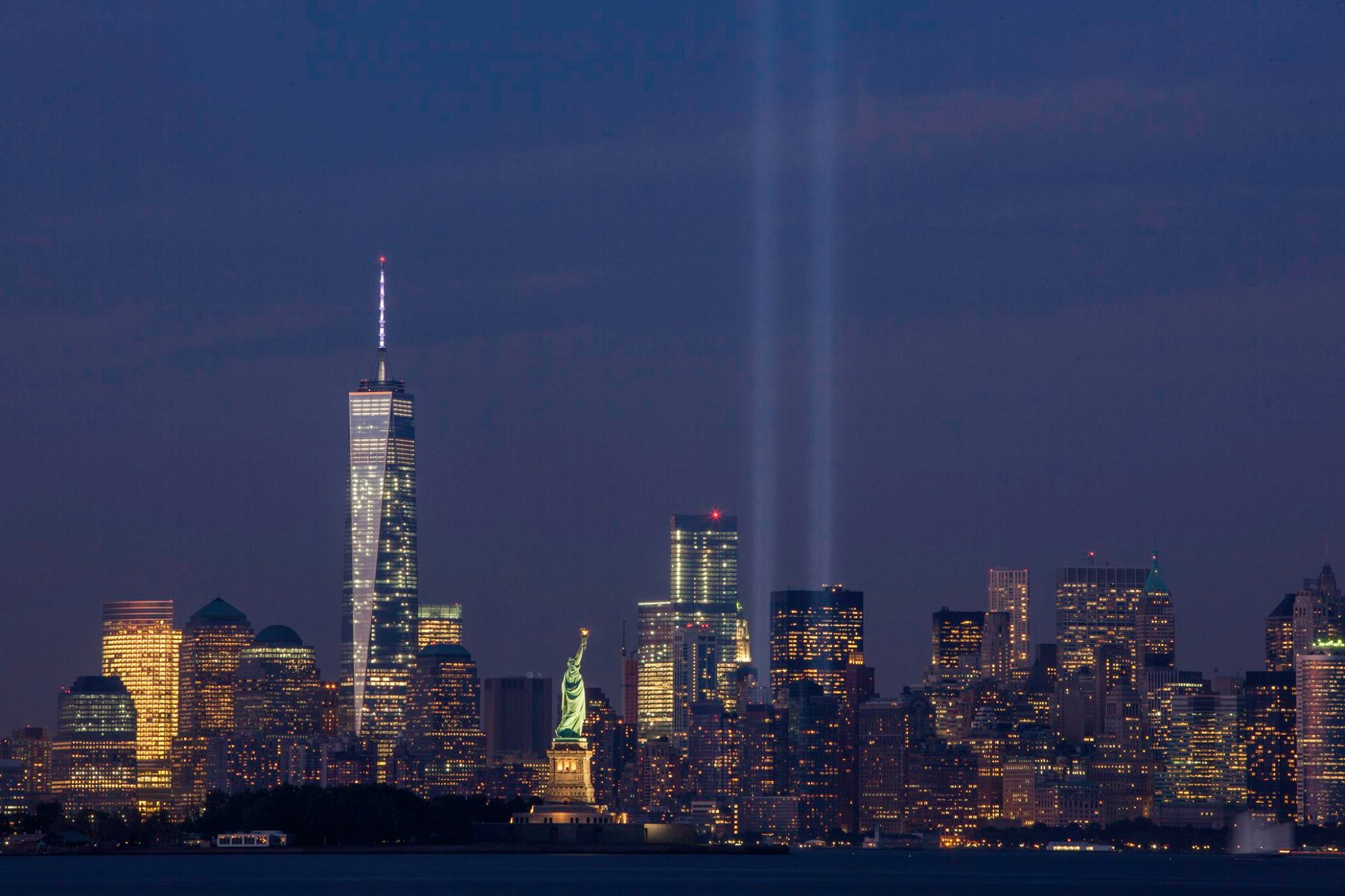
O memorial Tribute in Light em 11 de setembro de 2014, no décimo terceiro aniversário dos ataques, vistos de Bayonne, Nova Jersey. O edifício à esquerda é o novo One World Trade Center.

Um projeto final para a "Torre da Liberdade" foi oficialmente lançado em 28 de junho de 2005. Para satisfazer as questões de segurança levantadas pelo New York City Police Department, uma base de concreto de 187 pés (57 m) foi adicionada em abril daquele ano. O desenho final incluiu um plano para folhear a base com prismas de vidro para enfrentar as críticas de que a base parecia um "bunker de concreto" (embora tenha se provado inviável e uma simples frente de vidro seja agora planejada). Contrastando com o plano original de Libeskind, o design final afunila-se octogonalmente à medida que sobe. Seus projetistas afirmaram que a torre será uma "estrutura monolítica de vidro refletindo o céu e coberta por uma antena esculpida." Comentando sobre uma data de conclusão, Larry Silverstein afirmou em 2006: "Em 2012 devemos ter um World Trade Center completamente reconstruído e mais magnífico e mais espetacular do que sempre foi".

### Início da construção
Em 26 de abril de 2006, a Autoridade Portuária de Nova York e Nova Jersey elaborou um acordo formal no 75.º aniversário da abertura do Empire State Building para o início das obras. A construção começou em maio com uma cerimônia formal, que ocorreu quando a equipe de construção chegou. O edifício deve alcançar a altura prevista no final de 2011 e é projetado para estar pronto para ocupação em 2013.
Em 2009, a Autoridade Portuária mudou o nome do edifício de "Torre da Liberdade" para "One World Trade Center", afirmando que este nome é "mais fácil para as pessoas se identificam".

### Inauguração
Em 3 de novembro de 2014, o edifício foi finalmente inaugurado, porém inicialmente para funcionários de um grupo editorial. Alguns dias depois, em 12 de novembro, dois funcionários ficaram presos em um andaime, na altura do 68º andar, depois da ruptura de um dos cabos sustentadores.

## Galeria da construção

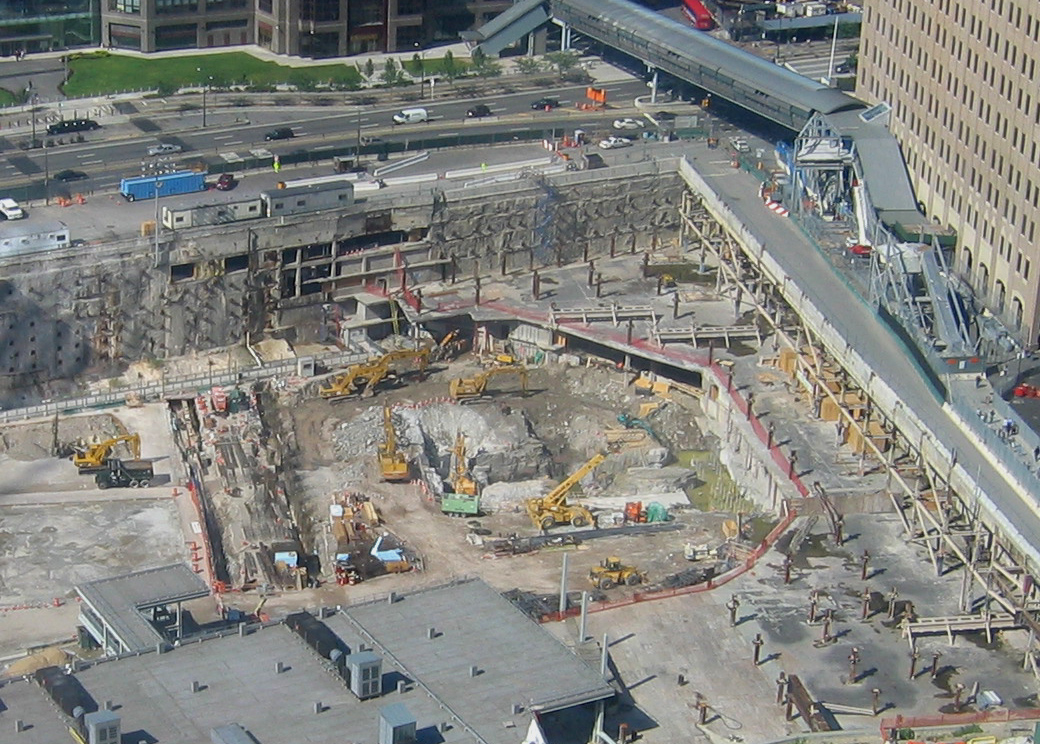
7 de outubro de 2006
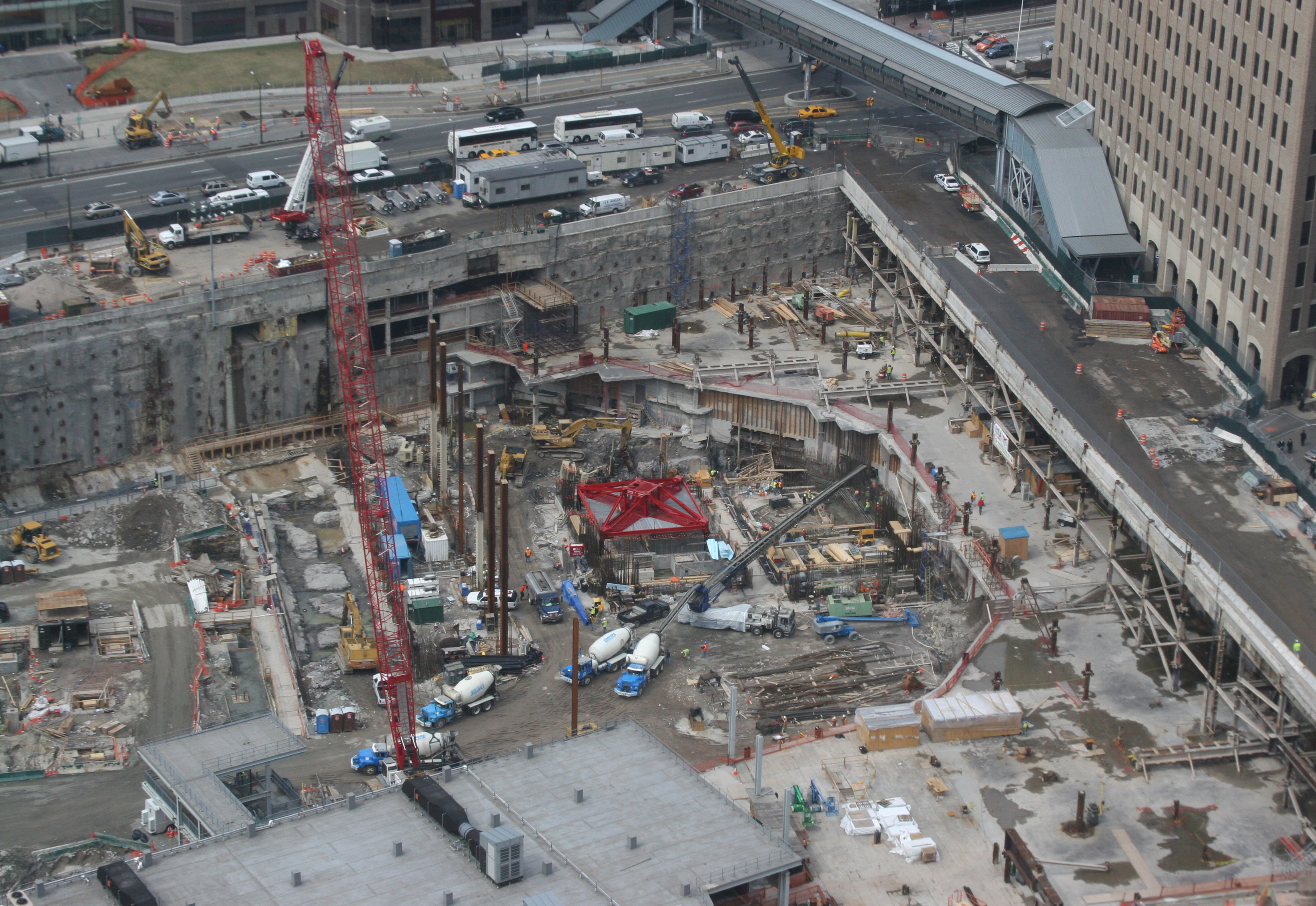
26 de março de 2007
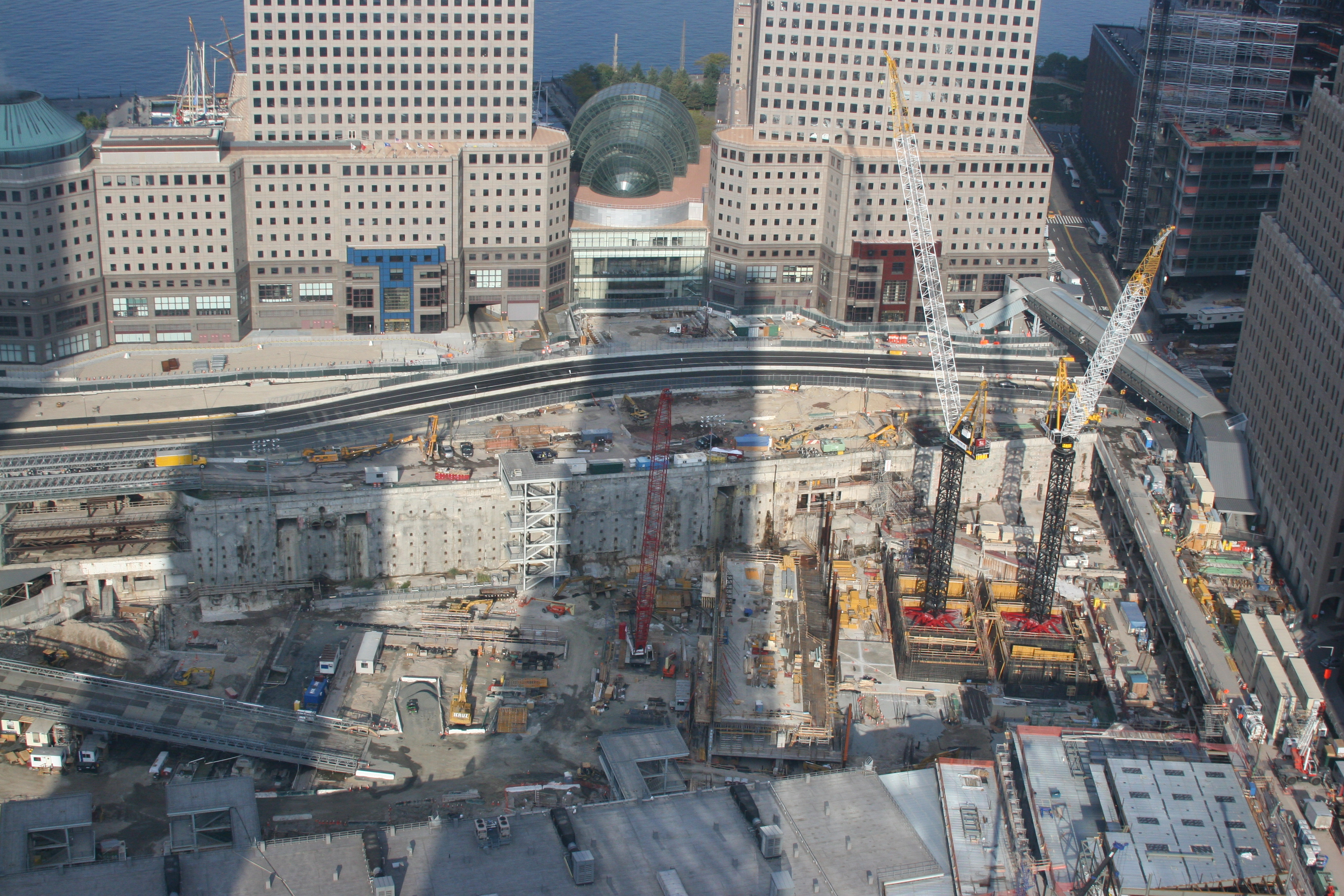
7 de outubro de 2007
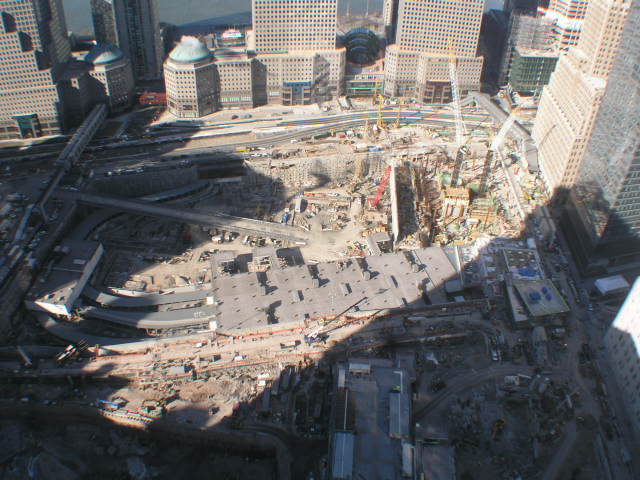
21 de janeiro de 2008
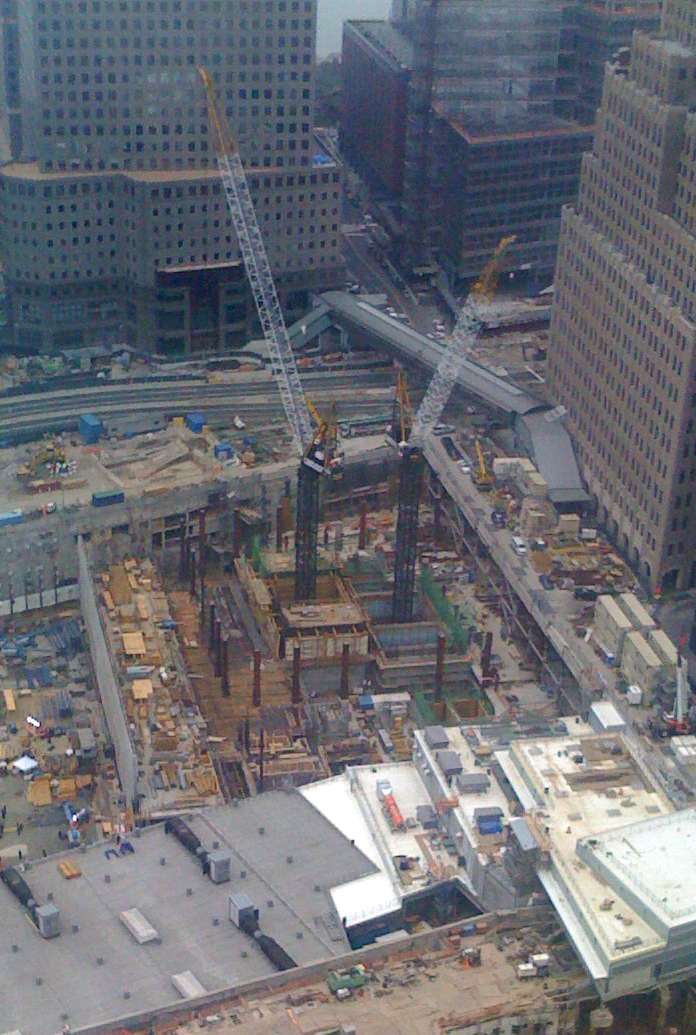
20 de abril de 2008
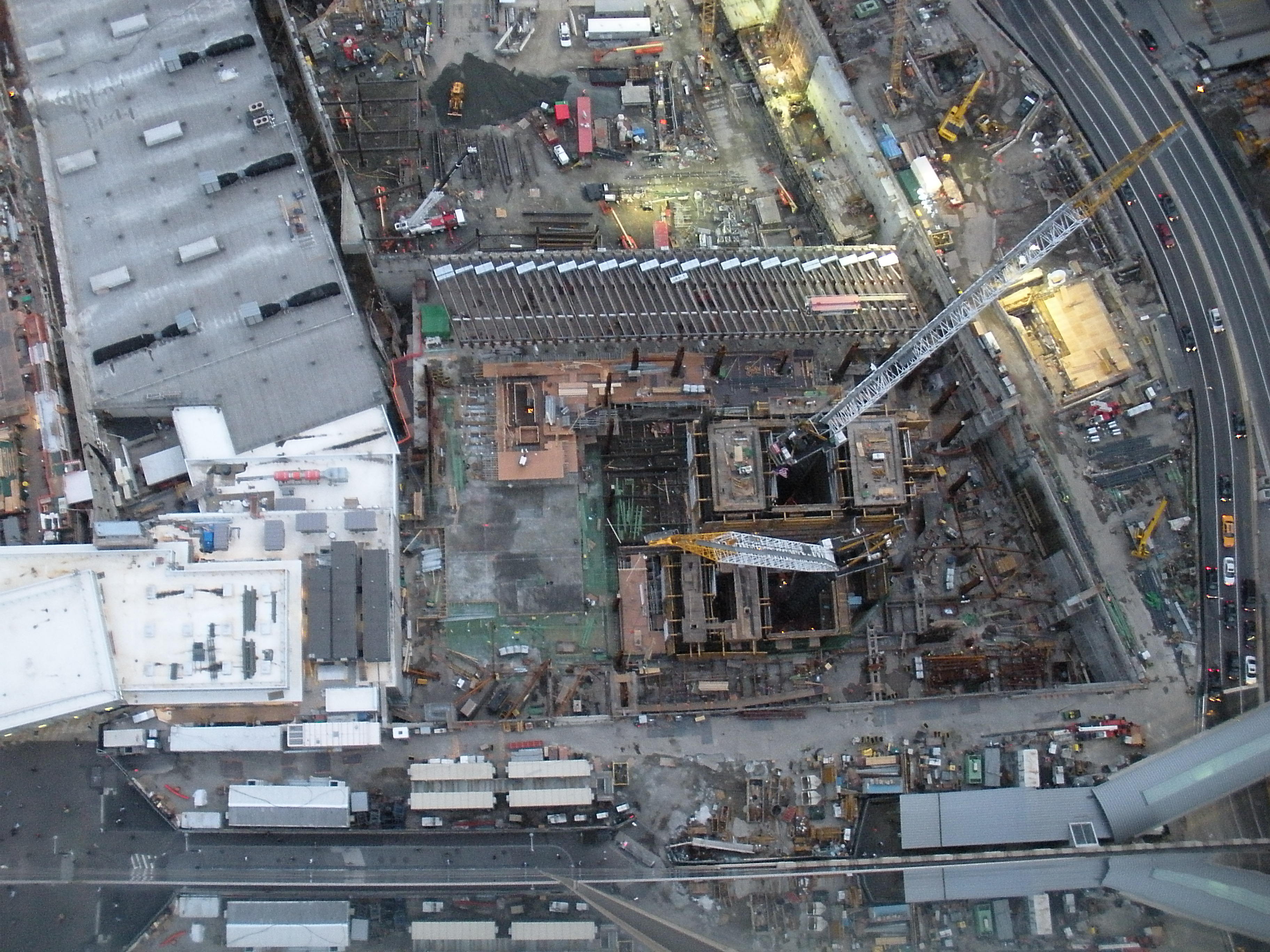
10 de setembro de 2008
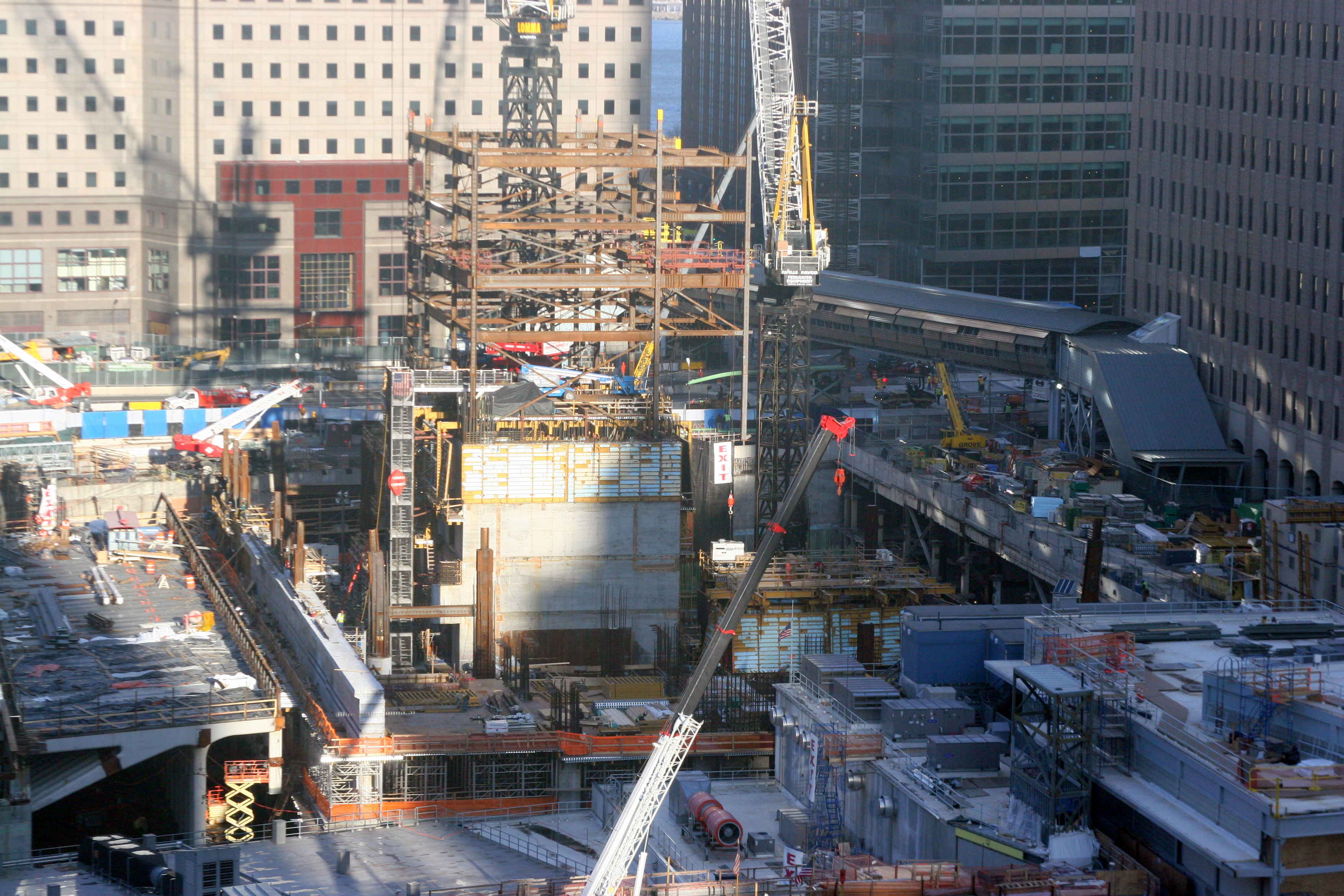
28 de fevereiro de 2009
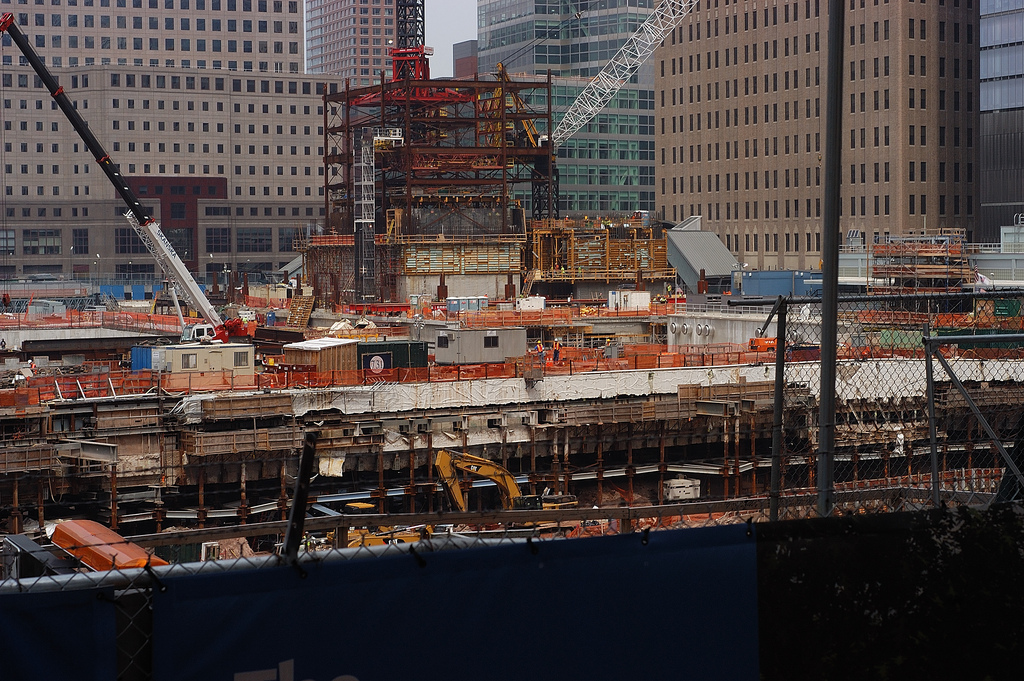
Agosto de 2009
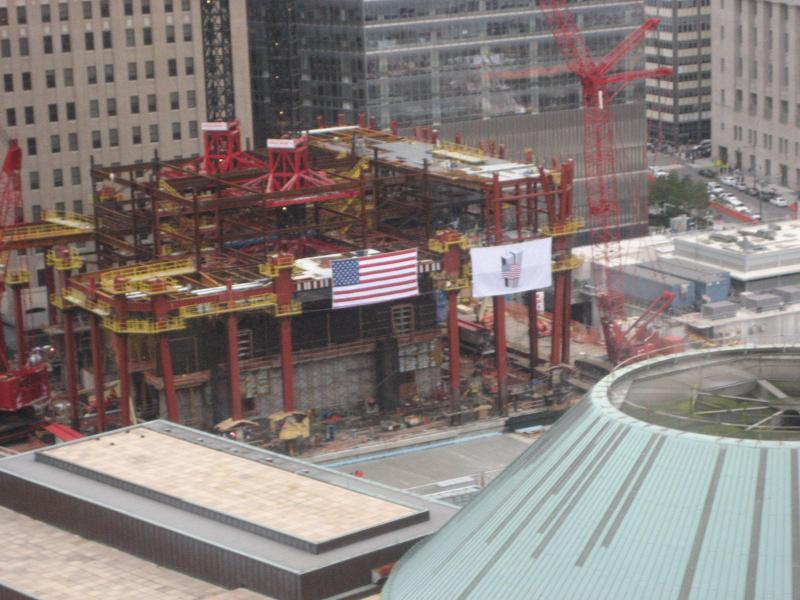
31 de outubro de 2009
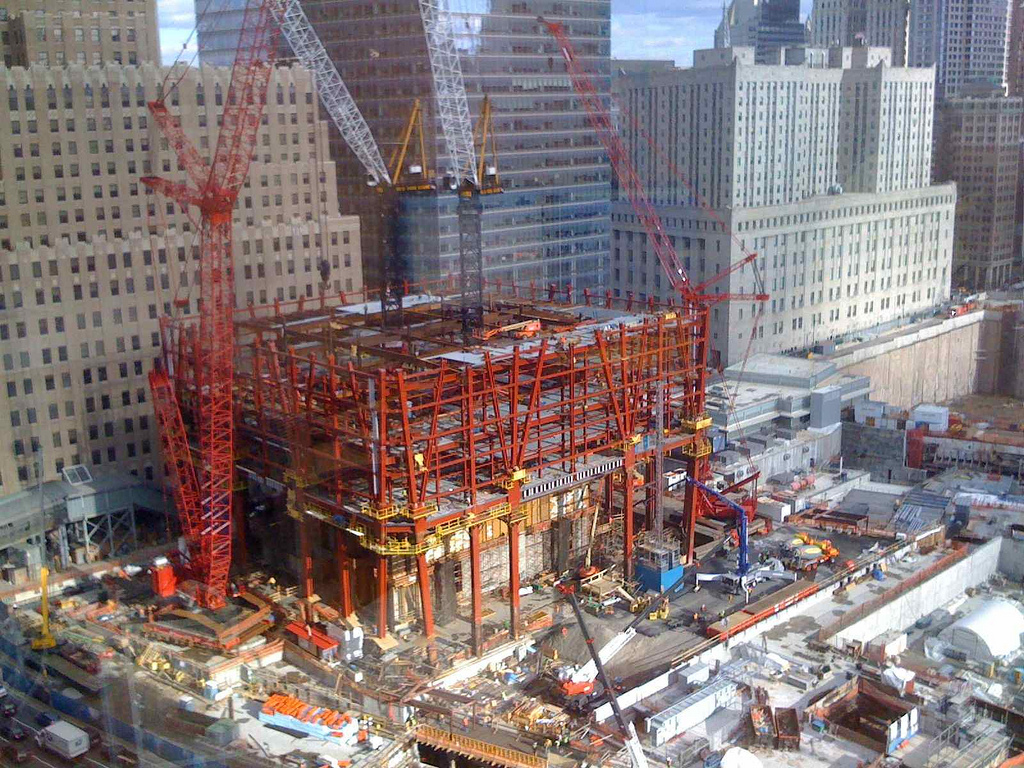
10 de dezembro de 2009
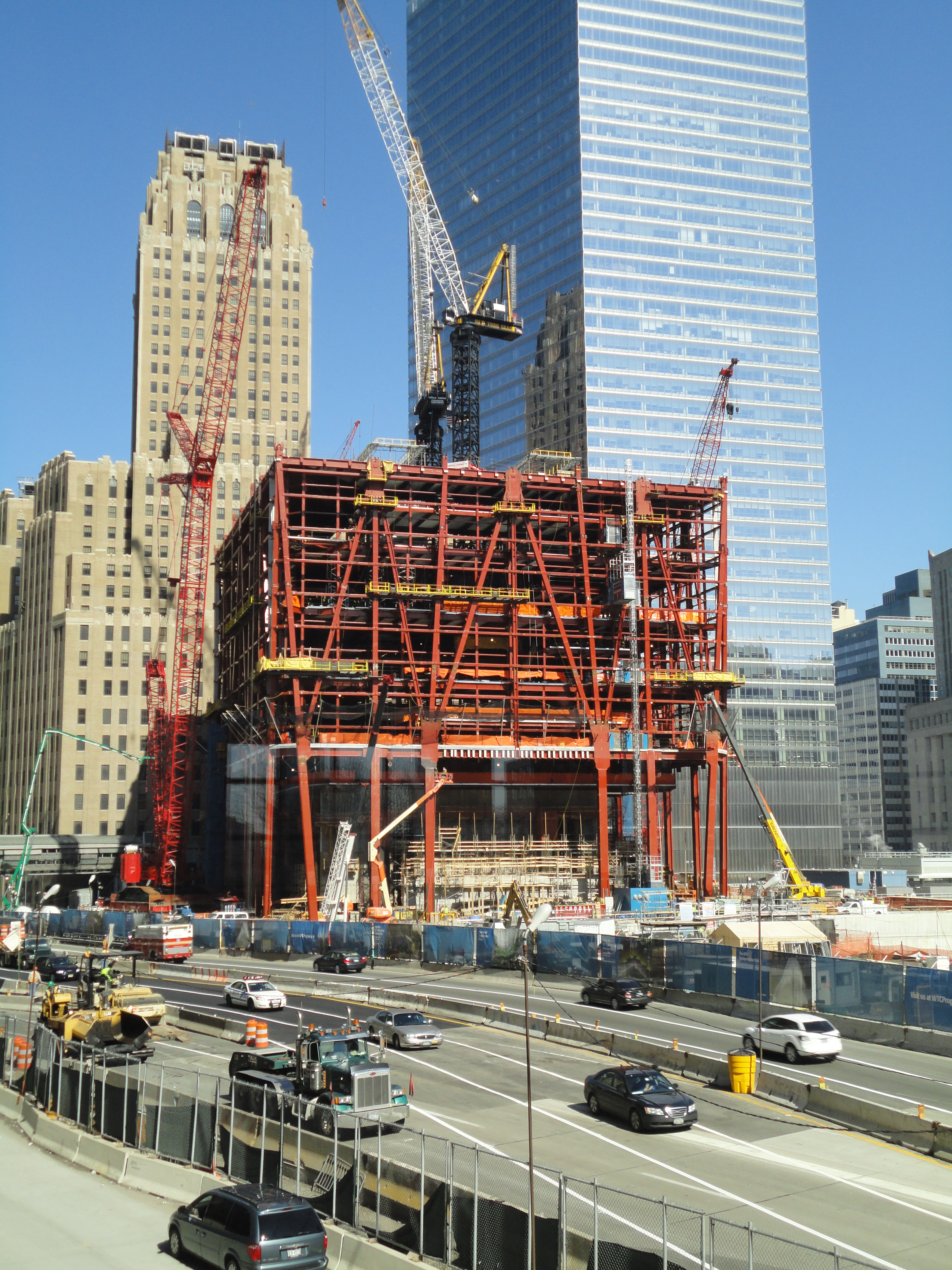
8 de março de 2010
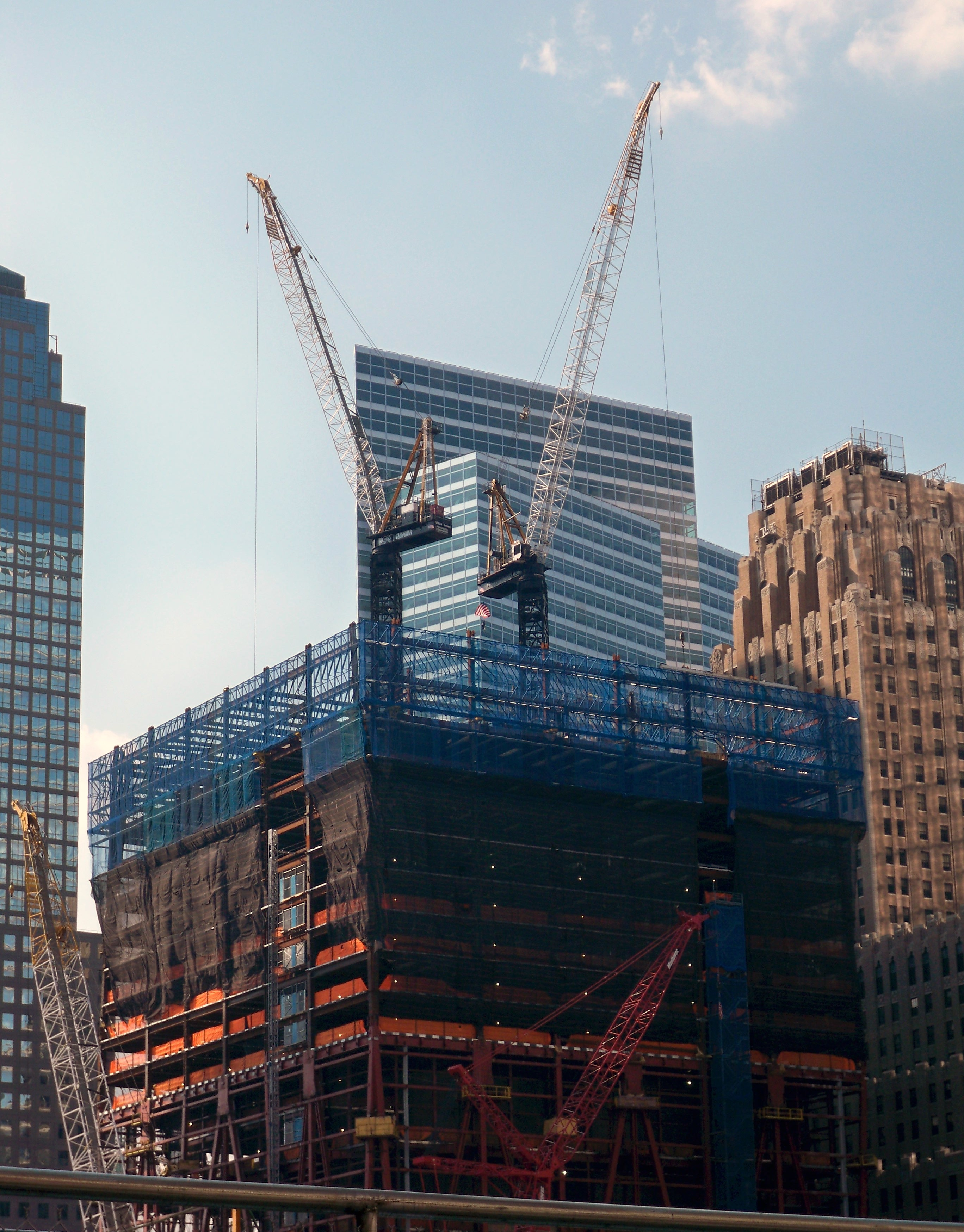
Julho de 2010
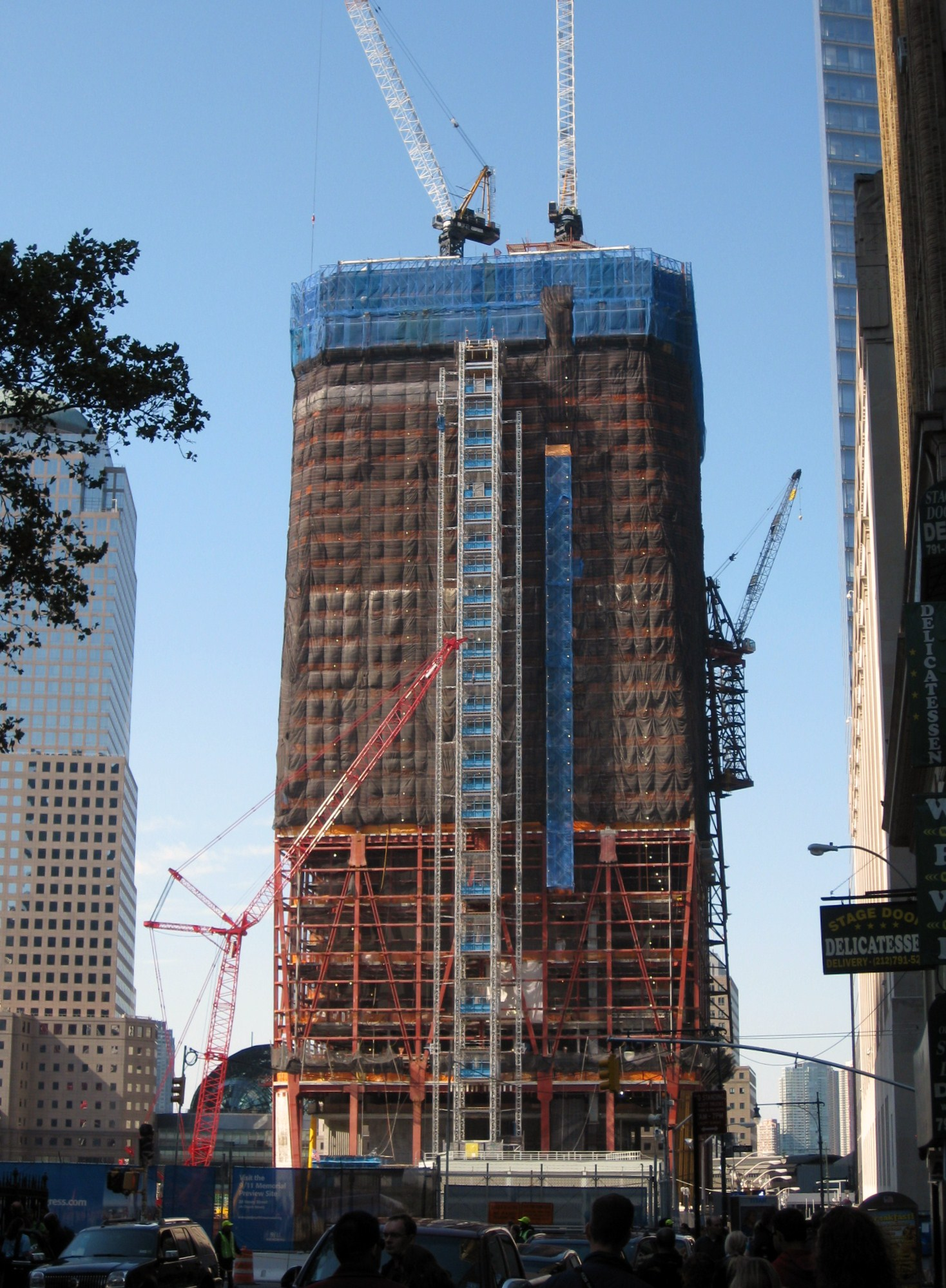
Outubro de 2010
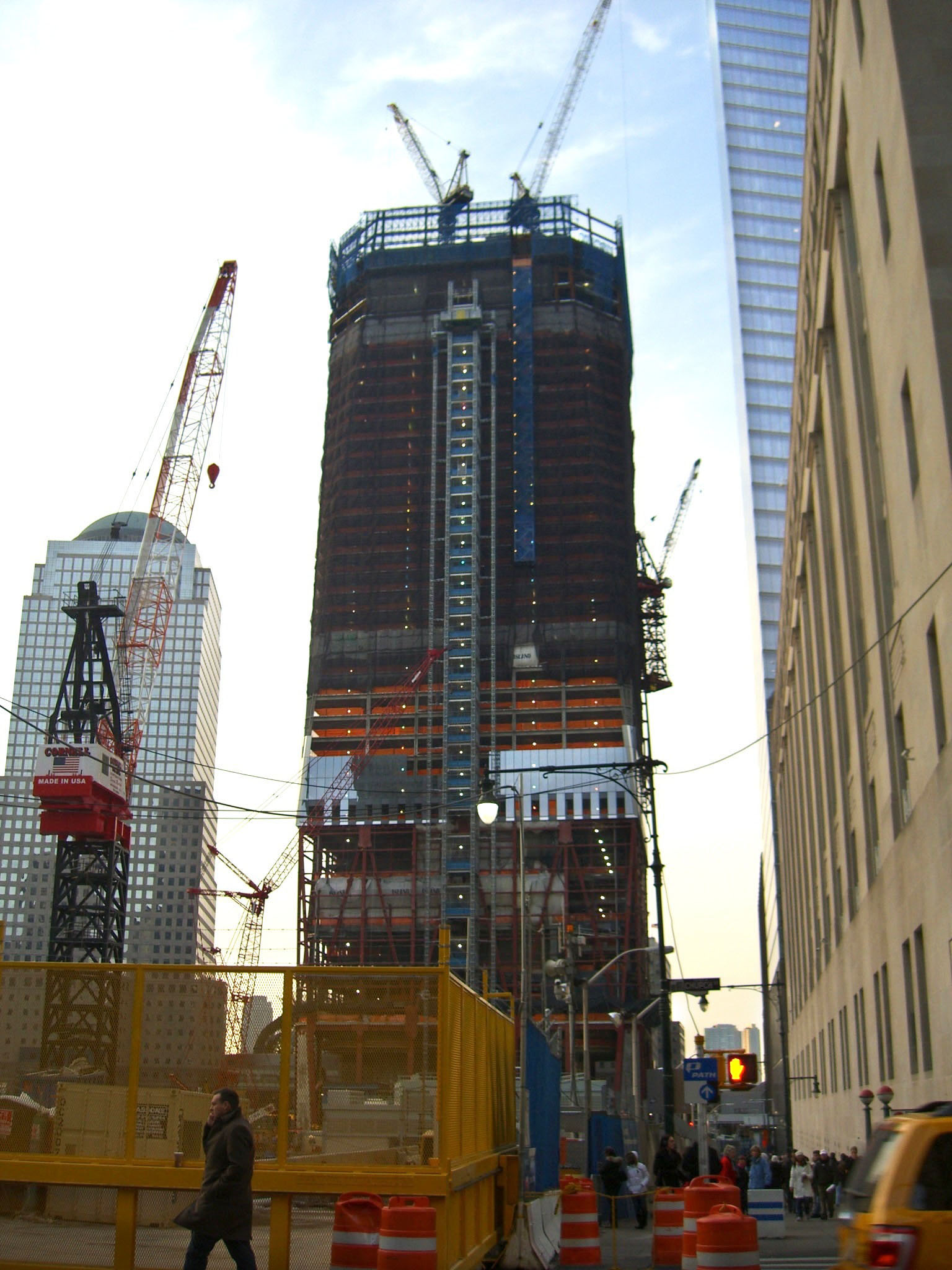
19 de dezembro de 2010
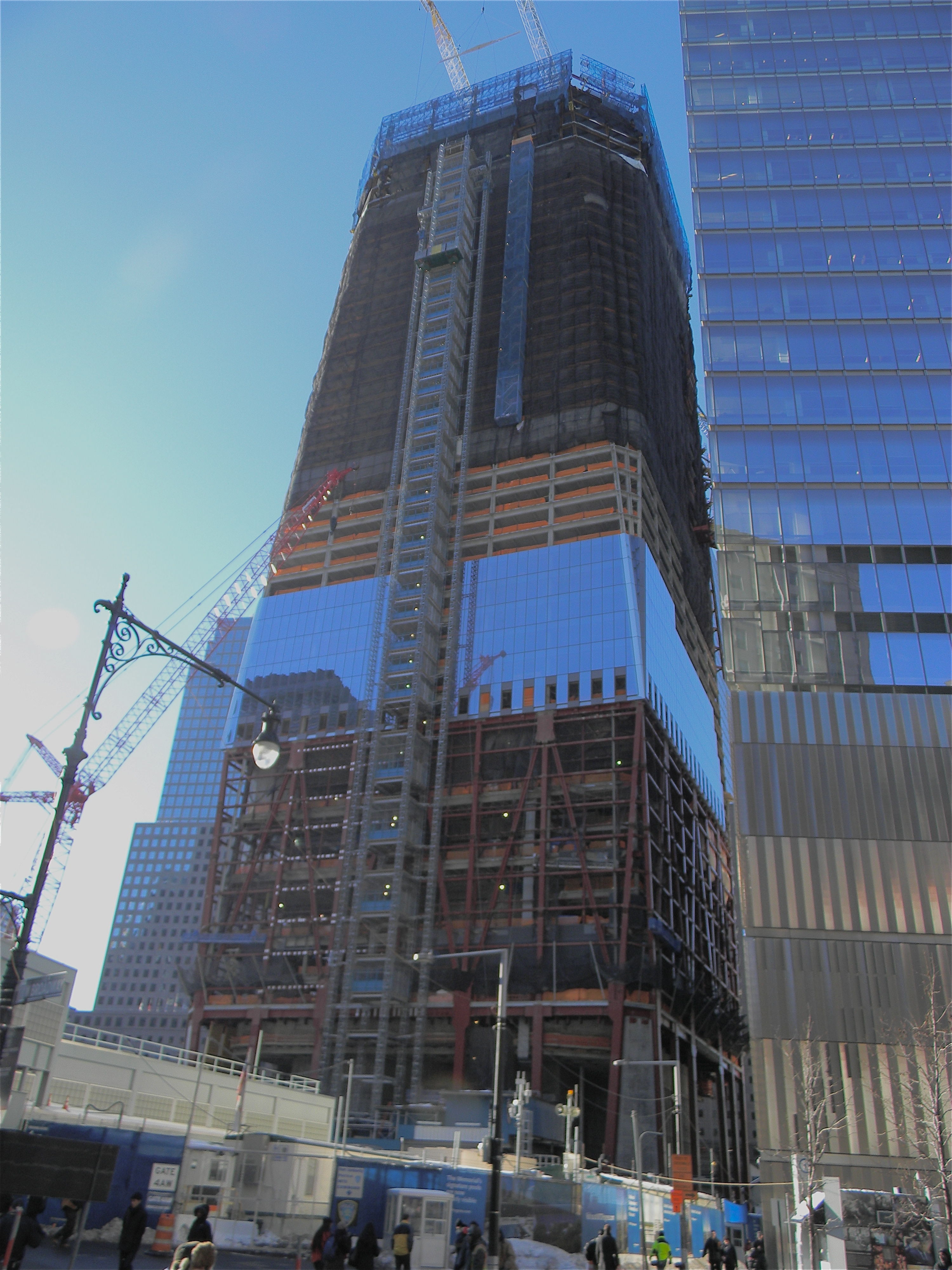
13 de janeiro de 2011
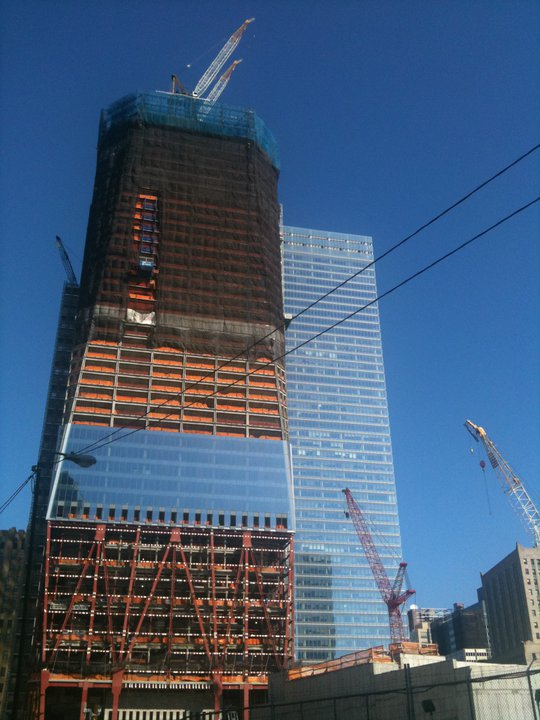
5 de fevereiro de 2011
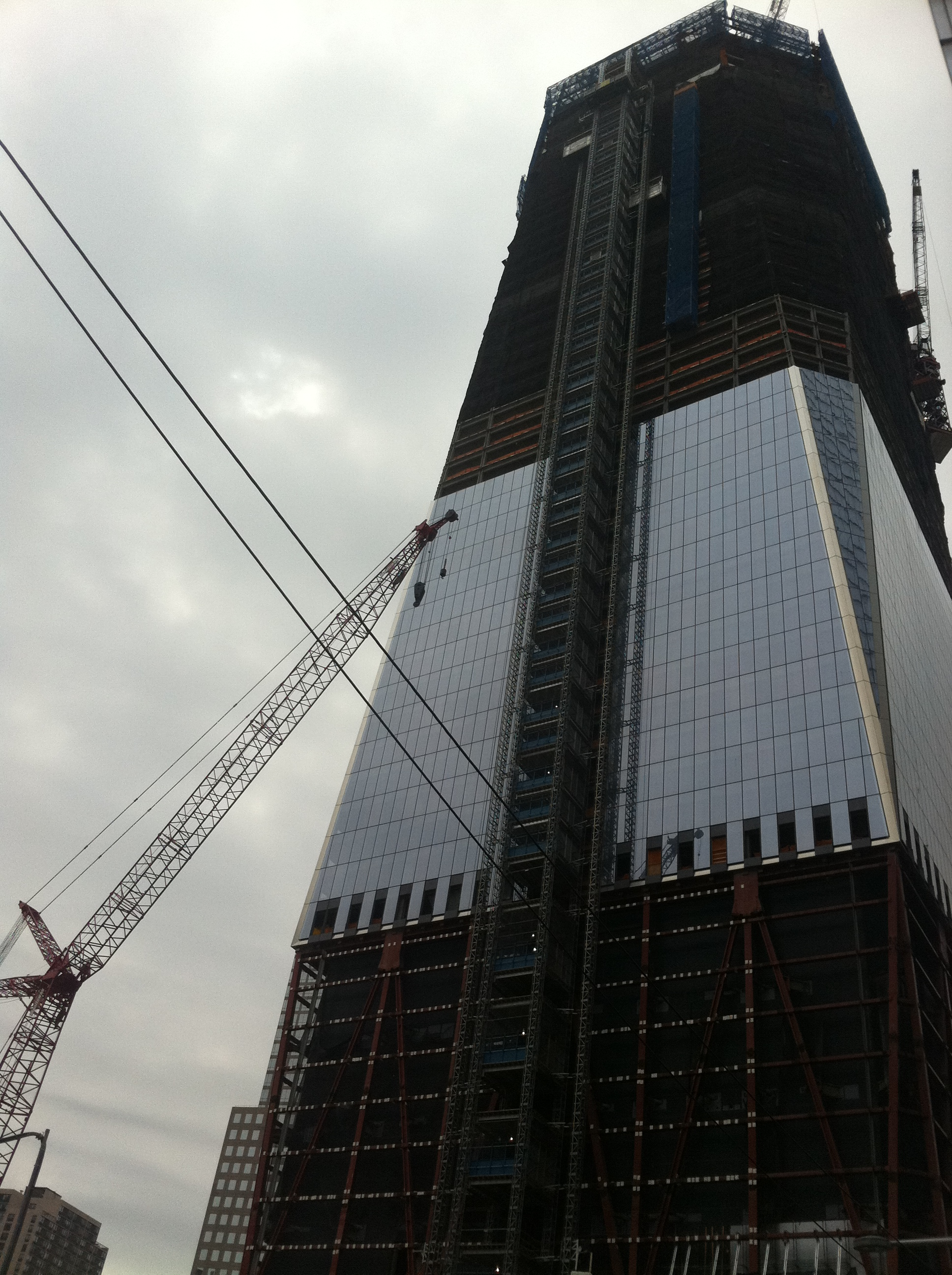
2 de maio de 2011
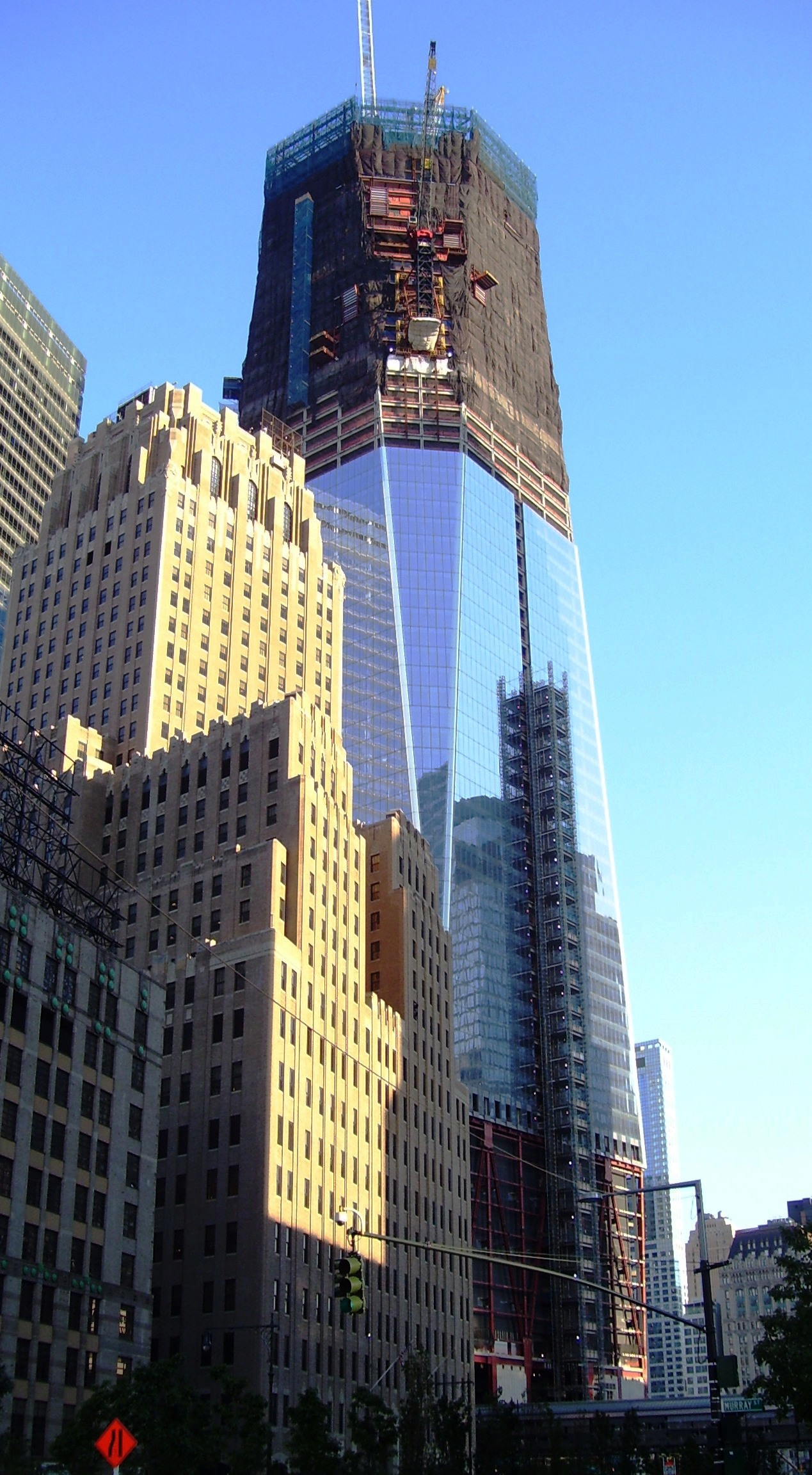
31 de julho de 2011
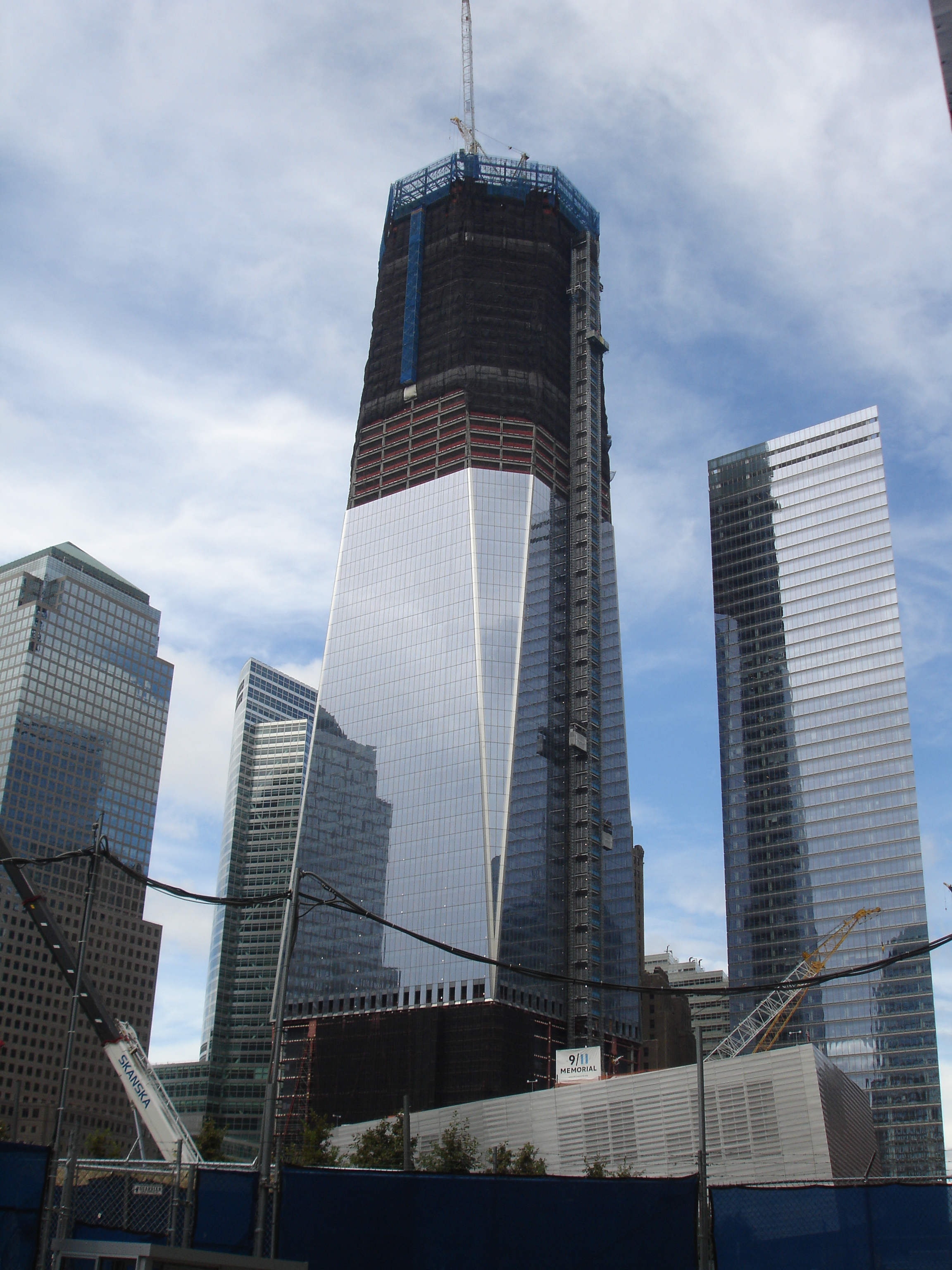
16 de agosto de 2011
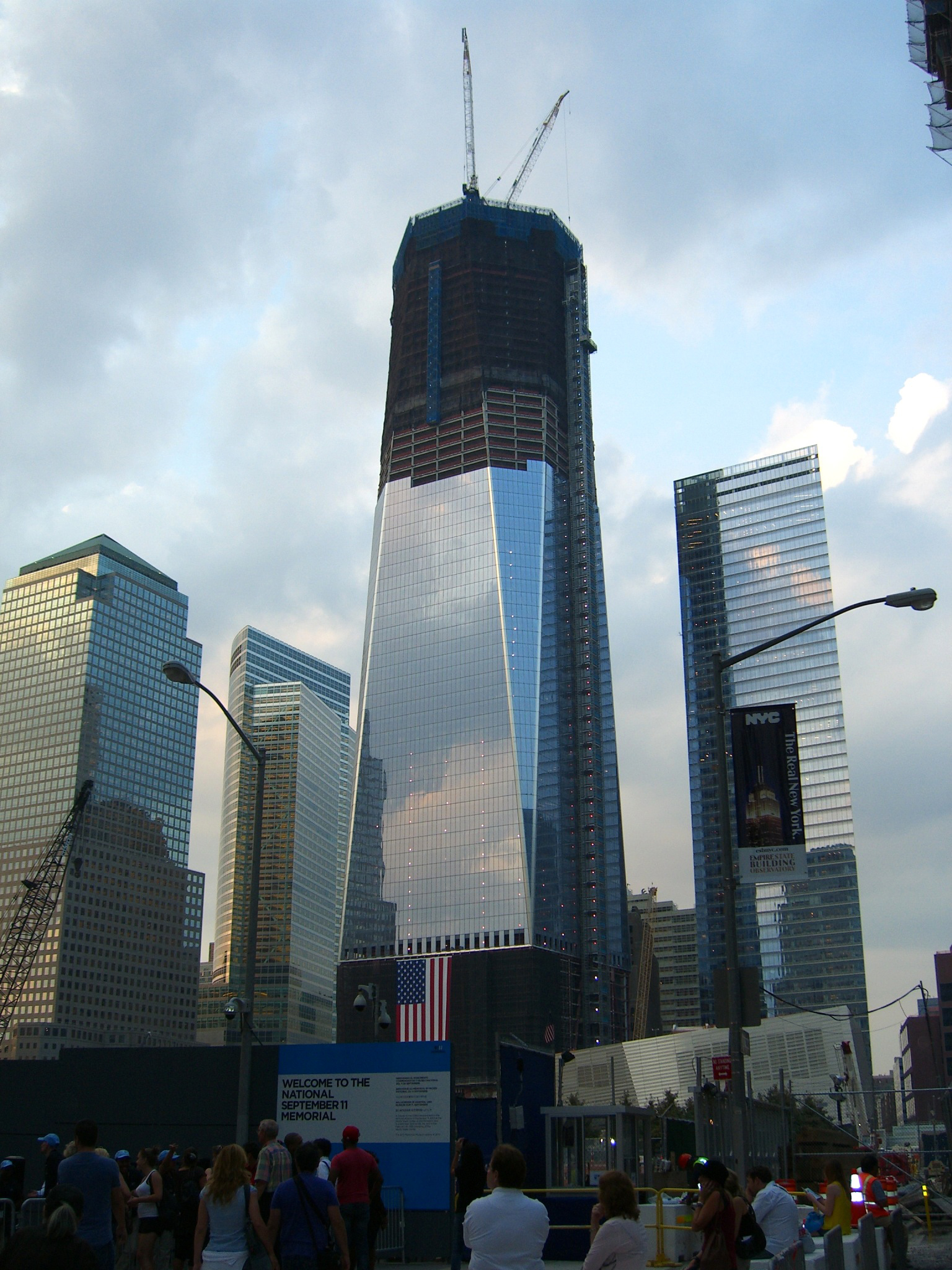
14 de setembro de 2011
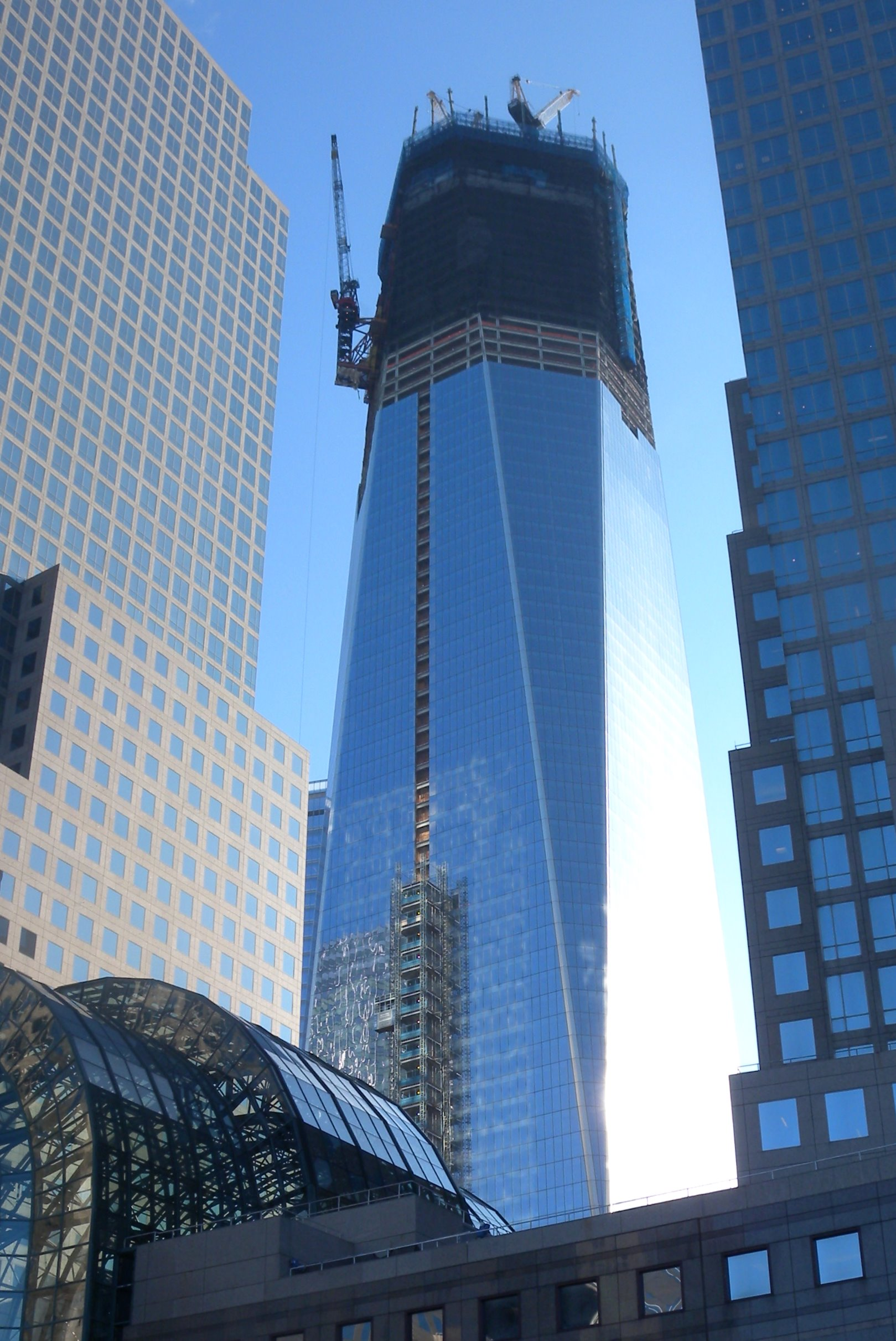
9 de fevereiro de 2012
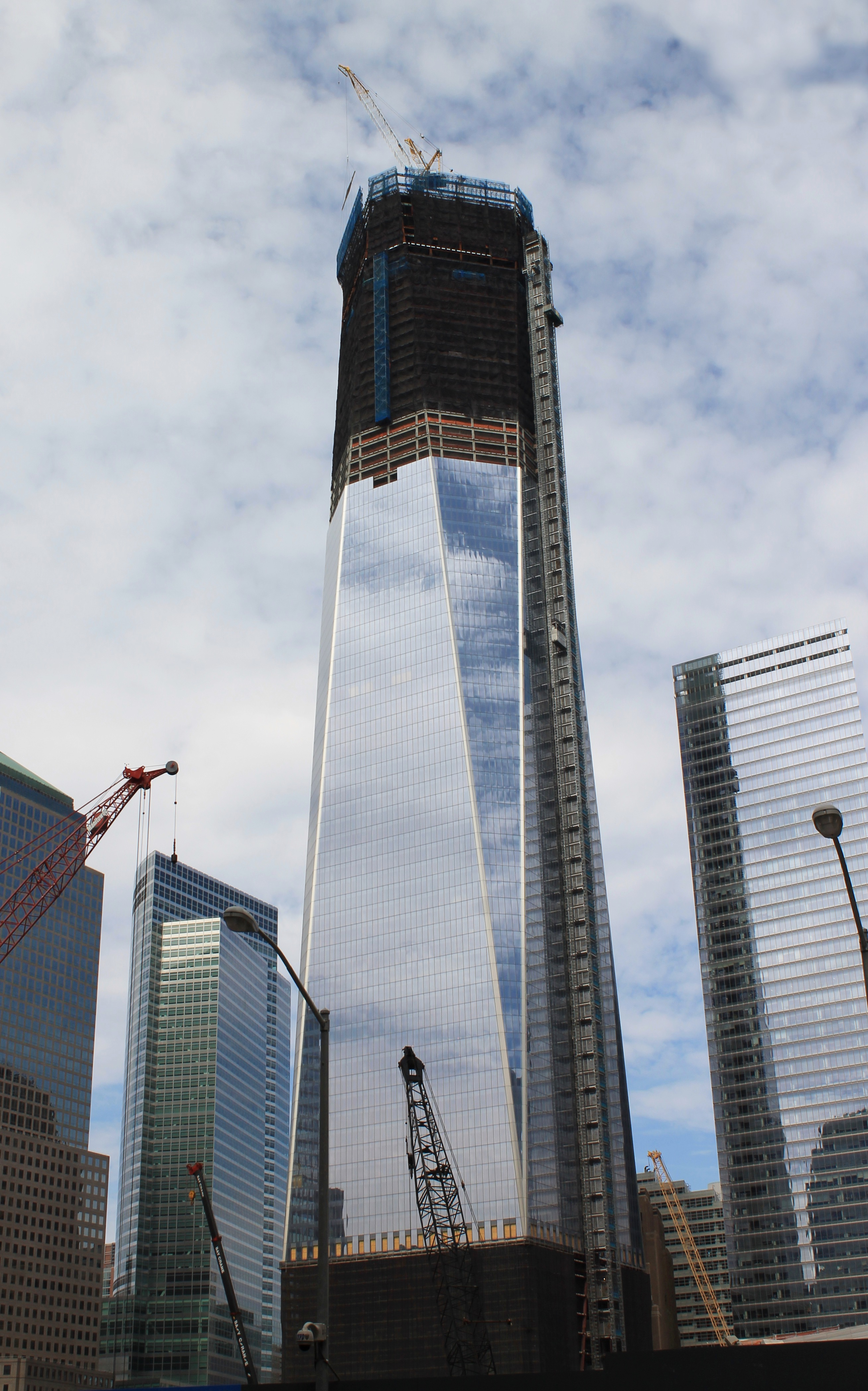
13 de março de 2012
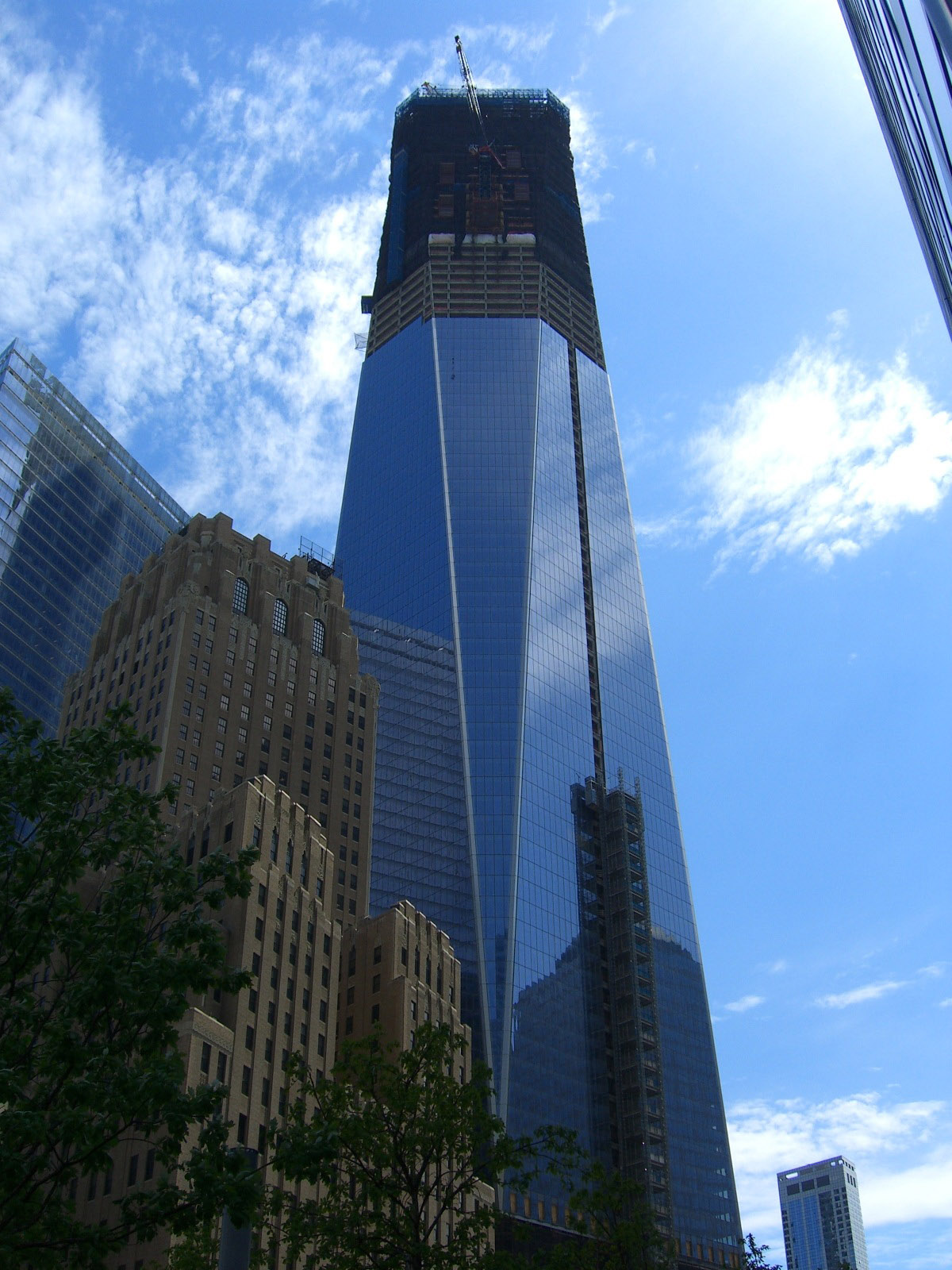
28 de abril de 2012
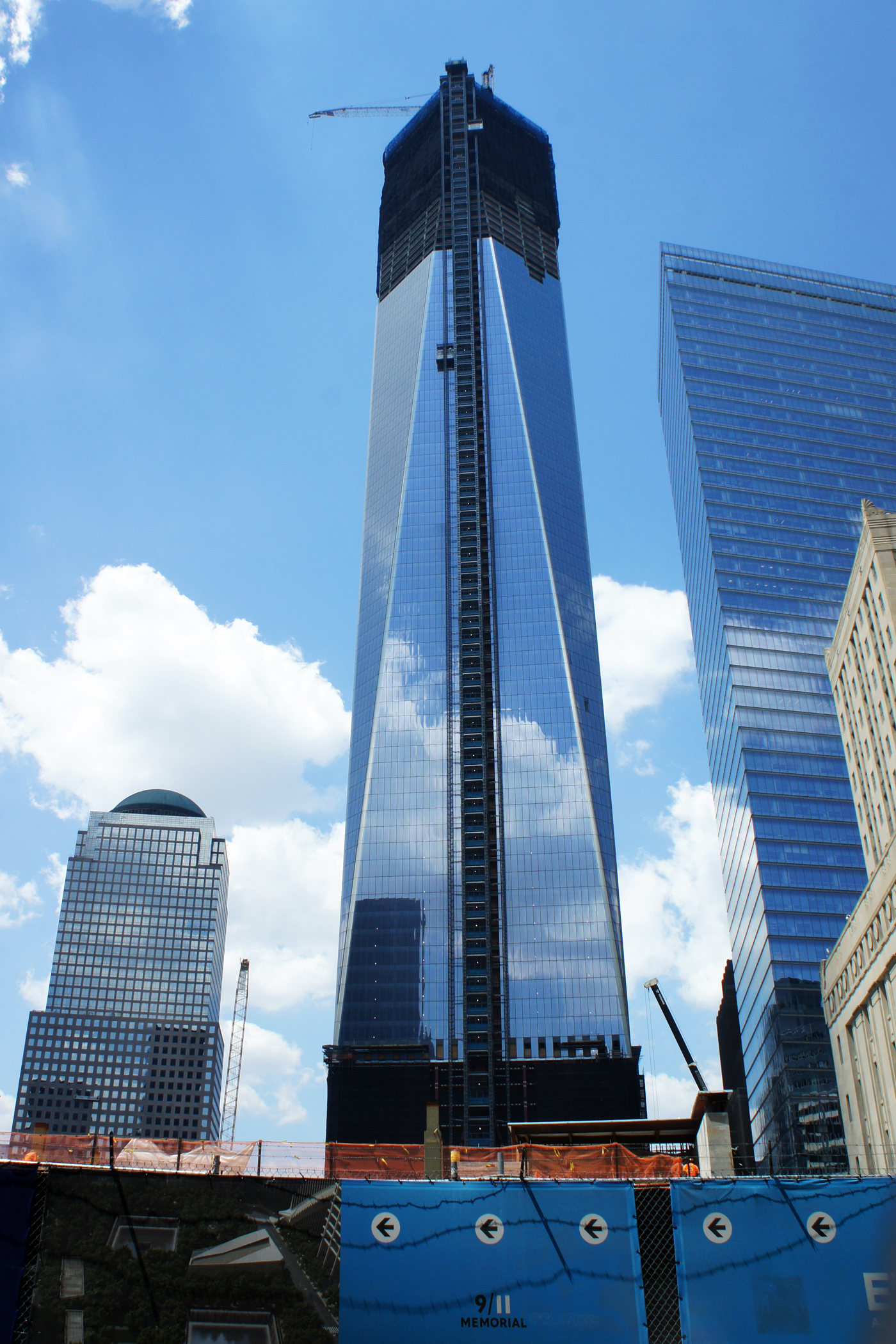
24 de julho de 2012
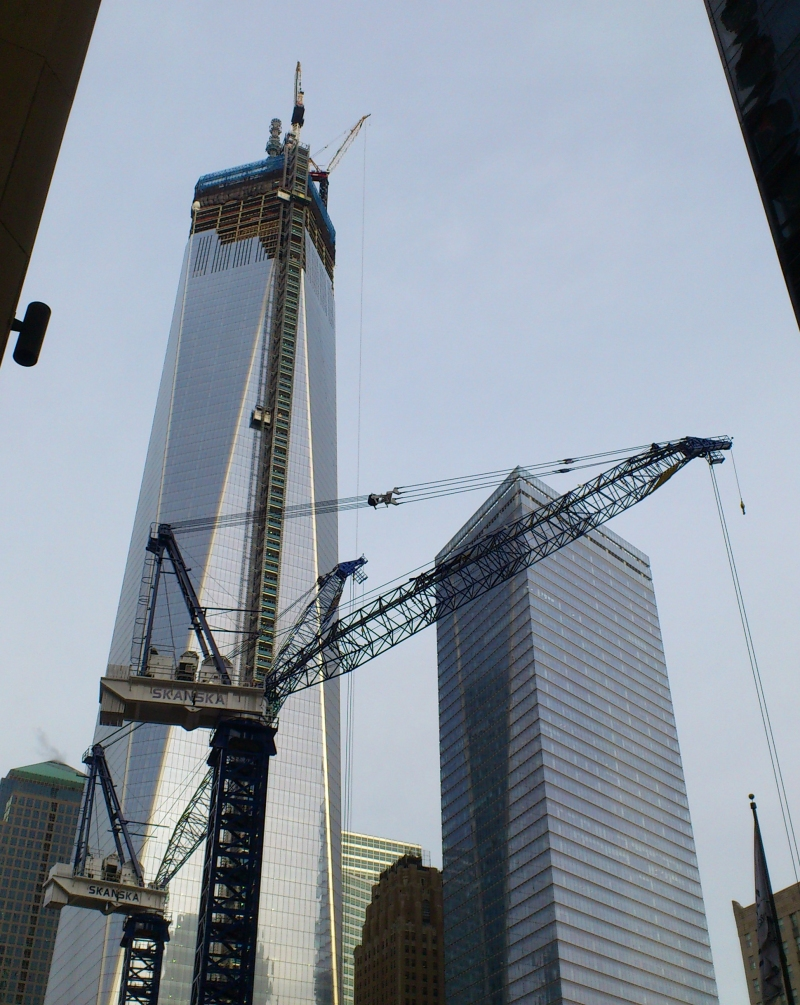
12 de fevereiro de 2013.
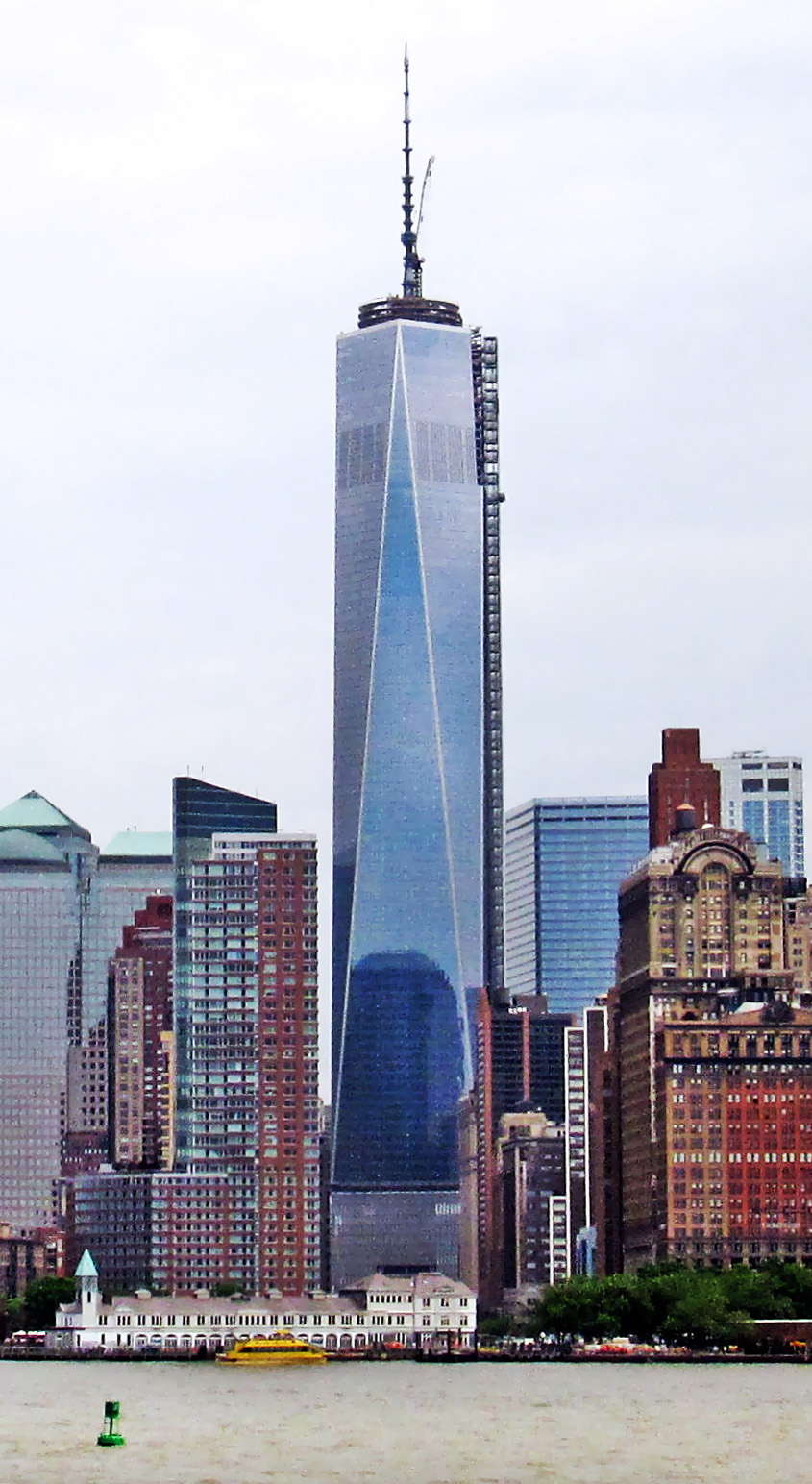
O One World Trade Center visto da Lower Manhattan, em junho de 2013.
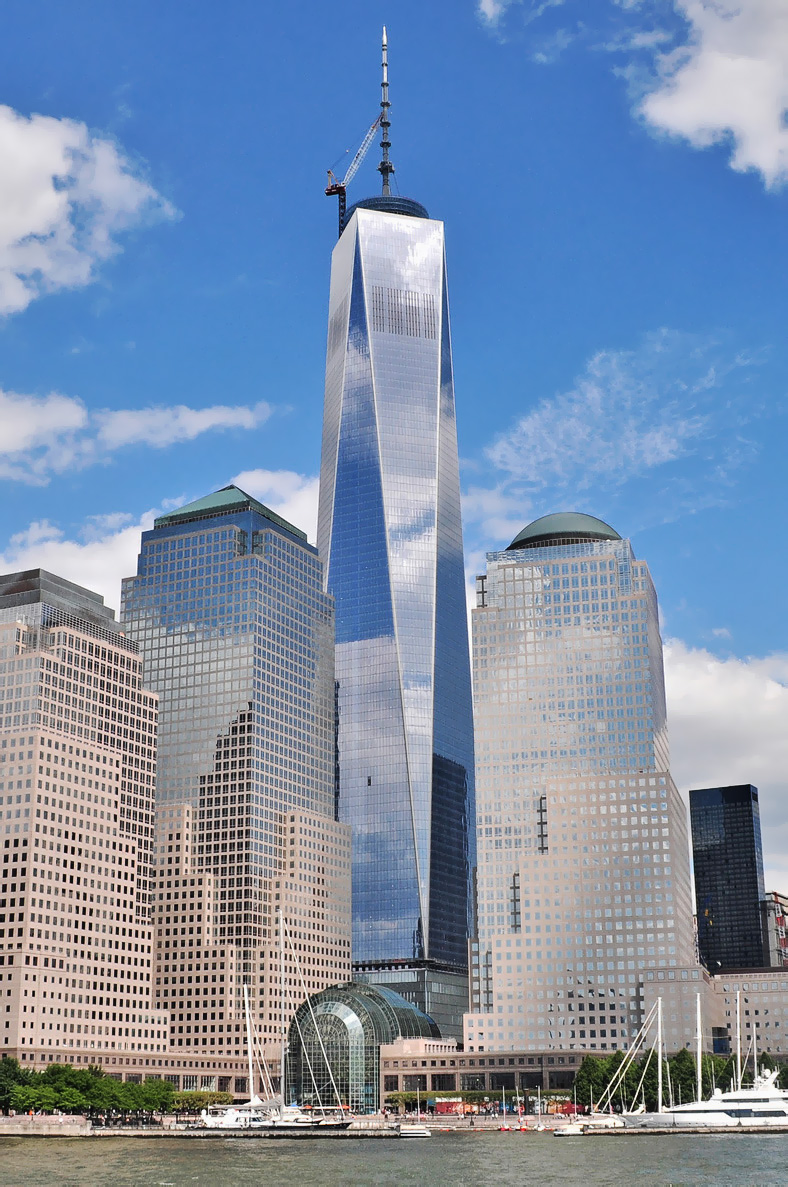
O prédio em julho de 2013.
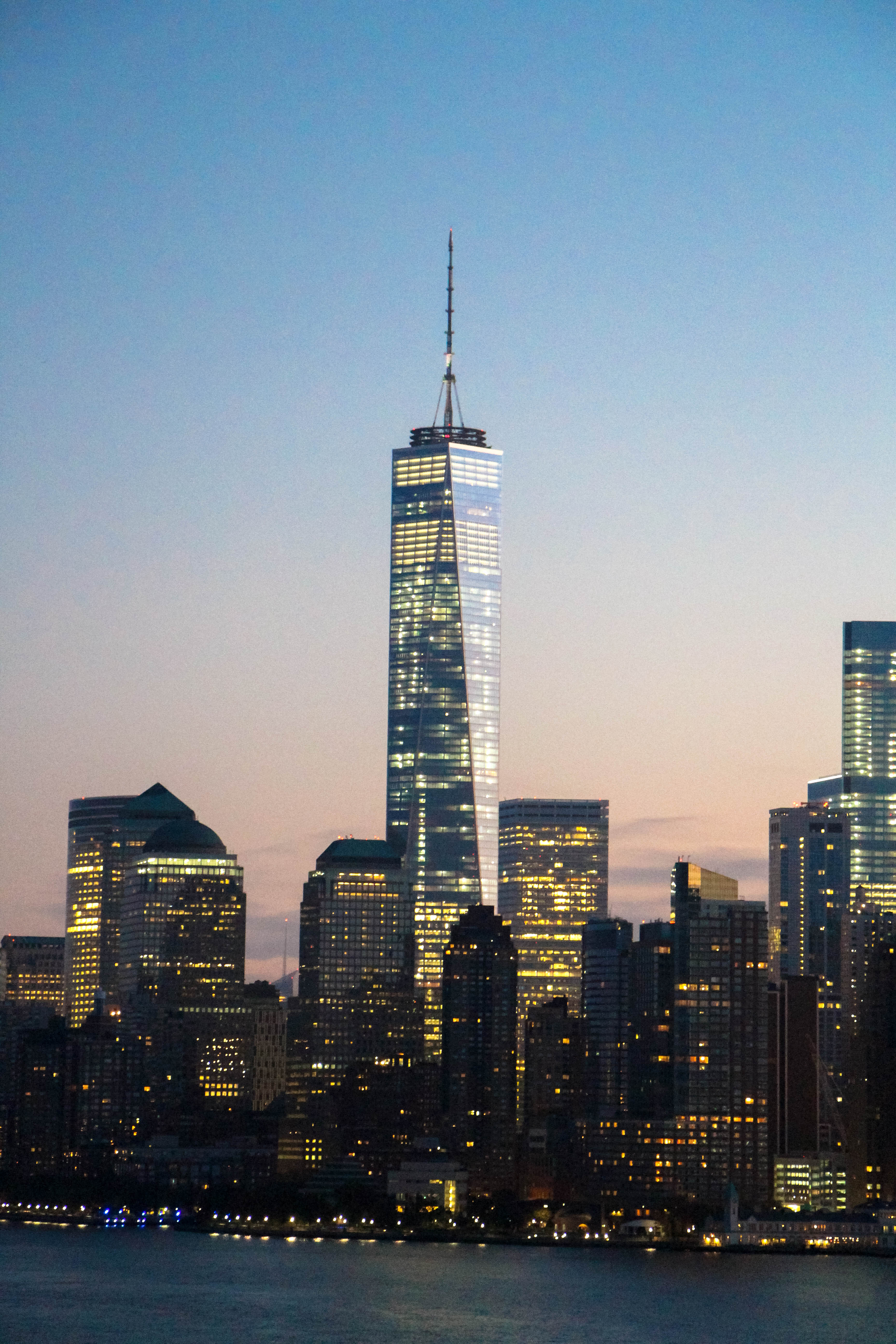
One World Trade Center em 2015